# Nemi
Nemi település Olaszországban, Lazio régióban, Róma megyében. Lakosainak száma 1877 fő (2023. január 1.). Nemi Genzano di Roma, Rocca di Papa, Aricia és Velletri községekkel határos.

## Népesség
A település lakossága az elmúlt években az alábbi módon változott:
| Lakosok száma | 1922 | 1910 | 1907 | 1877 |
|               | 2005 | 2017 | 2018 | 2023 |